# Taça de Portugal 1975-1976
La Taça de Portugal 1975-1976 fu la 36ª edizione della Coppa di Portogallo. Il Boavista vinse la competizione per la seconda volta nella sua storia (dopo il successo nell'edizione precedente), battendo 2-1 il Vitória Guimarães nella finale del 13 giugno 1976.

## Squadre partecipanti
In questa edizione erano presenti:
- Le squadre di Primeira Divisão, qualificate al quinto turno
- Le squadre di Segunda Divisão, qualificate al secondo turno
- Le squadre di Terceira Divisão, qualificate al primo turno
- Le rappresentative coloniali, qualificate al quinto turno.

### Primeira Divisão

#### 16 squadre
| - Académica - Atlético CP - Beira-Mar - Belenenses | - Benfica - Braga - Boavista - CUF Barreiro | - Estoril Praia - Farense - Leixões - Porto | - Sporting Lisbona - União de Tomar - Vitória Guimarães - Vitória Setúbal |

### Segunda Divisão

#### 40 squadre
| - Alba - Almada - Barreirense - Caldas - Chaves - Covilhã - Esperança Lagos - Espinho - Estrela Portalegre - Fafe | - Famalicão - Feirense - Gil Vicente - Juventude de Évora - Lourosa - Lusitano - Marinhense - Marítimo - Montijo - Olhanense | - Oriental Lisbona - Paços Ferreira - Paredes - Penafiel - Peniche - Portimonense - Régua - Riopele - Salgueiros - Sanjoanense | - Sesimbra - Sintrense - Torreense - Torres Novas - Varzim - Vilanovense - União de Lamas - União Leiria - União de Montemor - União Santarém |

### Terceira Divisão

#### 80 squadre
| - Académico de Viseu - Águeda - Ala-Arriba - Alcanenense - Alcobaça - Alcochetense - Alhandra - Aliados Lordelo - Alverca - Amora - Anadia - Arrifanense - Avintes - Benavente - Bombarralense - Bragança - Cabeceirense - Campomaiorense - Cartaxo - Casa Pia | - Cova da Piedade - Covilhã e Benfica - Atlético Cucujães - Desp. Aves - Desportivo Beja - Eléctrico - Esposende - Febres - Forjães - Freamunde - Gouveia - Guarda - O Elvas - Leça - Leiria e Marrazes - Limianos - Loures - Lousanense - Lusitano FC - Lusitano VRSA | - Luso - Marialvas - Marítimo Rosarense - Mirandela - Mondinense - Moura - Nacional - Naval - Odemirense - Odivelas - Olivais - Oliveira do Bairro - Oliveirense - Os Elvenses - Paços de Brandão - Paio Pires - Penalva - Pescadores - Portalegrense - Quarteirense | - Rio Ave - Sacavenense - Sambrazense - Seixal - Sporting Lamego - Sporting Pombal - Tabuense - Tadim - Tirsense - União Almeirim - União de Coimbra - União Santiago - Vasco da Gama Sines - Vendas Novas - Vianense - Vieirense - Vila Real - Vilafranquense - Vilanovense - Viseu e Benfica |

### Rappresentative coloniali
- União Madeira (Madera)
- Lusitânia (Azzorre)

## Primo turno
|                    | Risultato |                     |
| ------------------ | --------- | ------------------- |
| Vianense           | 3 - 0     | Arrifanense         |
| União de Coimbra   | 2 - 2     | Lusitano FC         |
| União Almeirim     | 0 - 0     | Campomaiorense      |
| Tadim              | 3 - 1     | Cabeceirense        |
| Tabuense           | 0 - 2     | Águeda              |
| Sporting Lamego    | 2 - 0     | Mondinense          |
| Olivais            | 0 - 2     | Desportivo Beja     |
| Cartaxo            | 0 - 1     | Loures              |
| Vila Real          | 0 - 1     | Aliados Lordelo     |
| Sacavenense        | 3 - 1     | União Santiago      |
| Leiria e Marrazes  | 2 - 0     | Sporting Pombal     |
| Rio Ave            | 0 - 1     | Mirandela           |
| Portalegrense      | 8 - 3     | Vieirense           |
| Paio Pires         | 0 - 3     | Seixal              |
| Paços de Brandão   | 1 - 1     | Freamunde           |
| Marialvas          | 4 - 0     | Anadia              |
| Oliveirense        | 5 - 0     | Vilanovense         |
| O Elvas            | 1 - 1     | Nacional            |
| Odemirense         | 2 - 3     | Sambrazense         |
| Naval              | 4 - 0     | Covilhã e Benfica   |
| Moura              | 0 - 1     | Marítimo Rosarense  |
| Luso               | 0 - 2     | Cova da Piedade     |
| Lusitano VRSA      | 3 - 0     | Casa Pia            |
| Lousanense         | 1 - 0     | Penalva             |
| Limianos           | 1 - 1     | Bragança            |
| Guarda             | 2 - 0     | Ala-Arriba          |
| Alcobaça           | 5 - 1     | Bombarralense       |
| Leça               | 2 - 0     | Forjães             |
| Amora              | 0 - 1     | Quarteirense        |
| Vendas Novas       | 0 - 1     | Pescadores          |
| Esposende          | 1 - 0     | Tirsense            |
| Eléctrico          | 2 - 1     | Os Elvenses         |
| Gouveia            | 1 - 1     | Viseu e Benfica     |
| Benavente          | 3 - 0     | Alcanenense         |
| Avintes            | 3 - 2     | Desp. Aves          |
| Atlético Cucujães  | 2 - 0     | Oliveira do Bairro  |
| Alverca            | 1 - 0     | Vilafranquense      |
| Alhandra           | 2 - 0     | Odivelas            |
| Alcochetense       | 1 - 1     | Vasco da Gama Sines |
| Académico de Viseu | 6 - 1     | Febres              |

## Secondo turno
|                     | Risultato |                    |
| ------------------- | --------- | ------------------ |
| Viseu e Benfica     | 0 - 0     | Alba               |
| Vianense            | 1 - 1     | Paços de Brandão   |
| Vasco da Gama Sines | 2 - 1     | Montijo            |
| União Santarém      | 0 - 1     | Esperança Lagos    |
| União de Montemor   | 1 - 0     | Benavente          |
| União Leiria        | 3 - 2     | Alhandra           |
| União de Lamas      | 3 - 0     | Guarda             |
| Torreense           | 2 - 0     | Pescadores         |
| Espinho             | 9 - 0     | Leça               |
| Covilhã             | 4 - 0     | Académico de Viseu |
| Sacavenense         | 0 - 1     | Oriental Lisbona   |
| Leiria e Marrazes   | 2 - 0     | Sintrense          |
| Sambrazense         | 1 - 2     | Peniche            |
| Salgueiros          | 1 - 0     | Paços Ferreira     |
| Marítimo Rosarense  | 0 - 4     | Cova da Piedade    |
| Quarteirense        | 1 - 3     | Loures             |
| Portalegrense       | 5 - 0     | Juventude de Évora |
| Paredes             | 2 - 0     | Tadim              |
| Oliveirense         | 0 - 1     | Sanjoanense        |
| Mirandela           | 0 - 3     | Riopele            |
| Marítimo            | 4 - 1     | Alcobaça           |
| Lusitano VRSA       | 0 - 3     | Torres Novas       |
| Lusitano            | 2 - 0     | Estrela Portalegre |
| Lourosa             | 5 - 0     | Lousanense         |
| Aliados Lordelo     | 3 - 1     | Avintes            |
| Gil Vicente         | 4 - 0     | Naval              |
| Sesimbra            | 1 - 0     | Olhanense          |
| Penafiel            | 4 - 0     | Lusitano FC        |
| Esposende           | 0 - 1     | Sporting Lamego    |
| Eléctrico           | 3 - 0     | Nacional           |
| Chaves              | 0 - 4     | Varzim             |
| Feirense            | 2 - 5     | Régua              |
| Desportivo Beja     | 1 - 1     | Portimonense       |
| Campomaiorense      | 1 - 0     | Barreirense        |
| Bragança            | 3 - 4     | Marinhense         |
| Atlético Cucujães   | 2 - 1     | Marialvas          |
| Alverca             | 4 - 0     | Seixal             |
| Almada              | 2 - 0     | Caldas             |
| Águeda              | 1 - 3     | Famalicão          |
| Fafe                | 2 - 0     | Vilanovense        |

## Terzo turno
|                   | Risultato |                     |
| ----------------- | --------- | ------------------- |
| Vianense          | 0 - 2     | Gil Vicente         |
| União de Montemor | 0 - 2     | Portimonense        |
| União Leiria      | 3 - 0     | Alverca             |
| Espinho           | 2 - 0     | Covilhã             |
| Régua             | 1 - 2     | União de Lamas      |
| Leiria e Marrazes | 3 - 2     | Esperança Lagos     |
| Alba              | 1 - 0     | Aliados Lordelo     |
| Riopele           | 2 - 4     | Varzim              |
| Portalegrense     | 1 - 0     | Loures              |
| Paredes           | 1 - 1     | Lourosa             |
| Oriental Lisbona  | 2 - 0     | Torreense           |
| Marítimo          | 3 - 1     | Lusitano            |
| Sesimbra          | 2 - 1     | Peniche             |
| Eléctrico         | 0 - 1     | Vasco da Gama Sines |
| Campomaiorense    | 1 - 1     | Torres Novas        |
| Marinhense        | 1 - 3     | Sporting Lamego     |
| Atlético Cucujães | 0 - 1     | Salgueiros          |
| Almada            | 4 - 0     | Cova da Piedade     |
| Sanjoanense       | 1 - 2     | Famalicão           |
| Fafe              | 0 - 0     | Penafiel            |

## Quarto turno
|                     | Risultato |                   |
| ------------------- | --------- | ----------------- |
| Vasco da Gama Sines | 2 - 1     | Sporting Lamego   |
| Varzim              | 2 - 0     | Leiria e Marrazes |
| Portimonense        | 3 - 0     | Portalegrense     |
| Salgueiros          | 2 - 0     | Sesimbra          |
| Oriental Lisbona    | 1 - 0     | Penafiel          |
| Marítimo            | 0 - 0     | Paredes           |
| Gil Vicente         | 1 - 2     | União de Lamas    |
| Torres Novas        | 2 - 1     | Alba              |
| Almada              | 3 - 2     | Espinho           |

## Quinto turno
|                     | Risultato   |                |
| ------------------- | ----------- | -------------- |
| Sporting Lisbona    | 1 - 0 (dts) | Benfica        |
| Porto               | 2 - 0       | Braga          |
| Vitória Setúbal     | 2 - 0       | Marítimo       |
| Vitória Guimarães   | 1 - 0       | Famalicão      |
| Vasco da Gama Sines | 0 - 0       | Atlético CP    |
| União Madeira       | 0 - 1       | Boavista       |
| Sporting Lamego     | 1 - 0       | Beira-Mar      |
| Varzim              | 3 - 0       | CUF Barreiro   |
| Portimonense        | 4 - 0       | Lusitânia      |
| Oriental Lisbona    | 2 - 0       | Paredes        |
| Leixões             | 2 - 2       | União de Tomar |
| Sesimbra            | 2 - 0       | União Leiria   |
| Estoril Praia       | 4 - 1       | Farense        |
| Torres Novas        | 2 - 0       | Salgueiros     |
| Belenenses          | 2 - 0       | Académica      |
| Almada              | 0 - 1       | União de Lamas |

## Ottavi di finale
|                   | Risultato |                  |
| ----------------- | --------- | ---------------- |
| Porto             | 6 - 0     | Oriental Lisbona |
| Vitória Guimarães | 3 - 1     | Belenenses       |
| União de Lamas    | 0 - 0     | Vitória Setúbal  |
| Sporting Lisbona  | 5 - 0     | Sesimbra         |
| Sporting Lamego   | 0 - 2     | Boavista         |
| Portimonense      | 2 - 1     | Torres Novas     |
| Estoril Praia     | 2 - 0     | União de Tomar   |
| Atlético CP       | 0 - 1     | Varzim           |

## Quarti di finale
|                   | Risultato |                 |
| ----------------- | --------- | --------------- |
| Vitória Guimarães | 2 - 1     | Porto           |
| Sporting Lisbona  | 1 - 0     | Varzim          |
| Portimonense      | 0 - 1     | Vitória Setúbal |
| Boavista          | 2 - 2     | Estoril Praia   |

## Semifinali
|                   | Risultato |                  |
| ----------------- | --------- | ---------------- |
| Vitória Guimarães | 2 - 1     | Sporting Lisbona |
| Boavista          | 2 - 0     | Vitória Setúbal  |

## Finale
| Arbitro: | António Garrido (Leiria) |

|                   |           |               |
| Salvador 10’, 49’ | Marcatori | 62’ Rui Lopes |

| Boavista | Vitória Guimarães |

### Formazioni
| Boavista           |   |                  |  |     |
|                    |   |                  |  |     |
| POR                | 1 | António Botelho  |  |     |
| TD                 |   | Leonel Trindade  |  |     |
| DC                 |   | Álvaro Carolino  |  |     |
| DC                 |   | Mário João ()    |  |     |
| TS                 |   | António Taí      |  |     |
| TRQ                |   | João Alves       |  |     |
| CEN                |   | Manuel Barbosa   |  | 46’ |
| CEN                |   | Celso            |  |     |
| CEN                |   | Acácio Casimiro  |  | 82’ |
| ATT                |   | Salvador Almeida |  |     |
| ATT                |   | Francisco Mário  |  |     |
| Sostituiti:        |   |                  |  |     |
| CEN                |   | Joaquim Lobo     |  | 82’ |
| ATT                |   | Mané             |  | 46’ |
| Allenatore:        |   |                  |  |     |
| José Maria Pedroto |   |                  |  |     |

| Vitória Guimarães |   |                     |  |     |
|                   |   |                     |  |     |
| POR               | 1 | Francisco Rodrigues |  |     |
| DIF               |   | Osvaldinho ()       |  |     |
| DIF               |   | Rui Rodrigues       |  |     |
| DIF               |   | José Alberto Torres |  |     |
| DIF               |   | Alfredo Guimarães   |  |     |
| CEN               |   | Almiro Gonçalves    |  |     |
| CEN               |   | Pedrinho            |  | 72’ |
| CEN               |   | José Abreu          |  |     |
| CEN               |   | Ferreira da Costa   |  |     |
| ATT               |   | Tito                |  |     |
| ATT               |   | Rui Lopes           |  |     |
| Sostituiti:       |   |                     |  |     |
| CEN               |   | Bernardino Pedroto  |  | 72’ |
| Allenatore:       |   |                     |  |     |
| Fernando Caiado   |   |                     |  |     |